# Nora Puype
Nora Puype (Loppem, 12 mei 1902 - Sint-Kruis, 13 december 1981) was een prominente vrouw in het katholieke en Vlaams-nationalistische Vlaanderen tijdens het Interbellum.

## Levensloop
Leonora of Nora Puype studeerde aan de Normaalschool in Brugge en behaalde in 1922 het diploma van onderwijzeres. Ze was vervolgens onderwijzeres in Brugse en later in Antwerpse scholen.
In 1927 trouwde ze met Jozef Devroe, een voorman in de Vlaams-nationalistische middens. Ze kregen zeven kinderen.
Samen met haar echtgenoot stichtte ze de uitgeverij 'J. Devroe-Puype' die een brochurereeks publiceerde onder de naam 'Branding', gewijd aan thema's uit de katholieke en Vlaamse leefwereld.
Ze was vooral actief in de Vlaams-nationale meisjes- en vrouwenorganisaties. In 1919 behoorde ze tot de stichters van de studentenbond voor meisjes De Anjelier en werd ze bestuurslid van de Sint-Lutgardisgilde.
In de Vlaamsche Landsbond voor Roomsch-katholieke Vrouwen en Meisjes was ze achtereenvolgens lid van de gouwraad, gewestelijk voorzitster en nationaal secretaresse. Binnen het Vlaamsch Nationaal Verbond (VNV) was ze medeoprichtster van het Vlaamsch Nationaal Vrouwenverbond en werd er ondervoorzitster. Met de voorzitster van deze vereniging, haar Brugse stadsgenote Odile Van den Berghe lag ze bestendig in conflict en negeerde de meeste van haar richtlijnen.
Tijdens de bezetting en nadat haar man burgemeester van Brugge was geworden, stichtte ze verschillende sociale werken, onder meer Moeder en Kind, die familiehulp verleende. Ze organiseerde ook artistieke manifestaties.
Na de oorlog stond ze in voor de opvoeding van haar grote gezin, terwijl haar man in de gevangenis verbleef. In 1949 was ze (weliswaar op een onverkiesbare plaats) kandidaat op de Brugse senaatslijst voor de Christelijke Volkspartij. Ze behoorde tot de personen uit de Vlaams-nationalistische middens (zoals bijvoorbeeld Joseph Custers en Victor Leemans, die zich inzetten om de landgenoten die hadden gecollaboreerd opnieuw in de samenleving te integreren en hierin ondersteund werden door de CVP, die ze als zogenaamde verruimingskandidaten op zijn verkiezingslijsten nam. Haar zoon, advocaat Jan Devroe, werd later CVP-schepen in Antwerpen.
Van 1960 tot 1970 gaf ze godsdienstles in het rijksonderwijs. Tijdens haar laatste levensjaren volgde ze lessen Hebreeuws aan het Grootseminarie van Brugge..

## Publicaties
Nora Puype schreef artikels in Ons Land, Hooger Leven, Gudrun en Nele.
Ze schreef ook teksten voor voordrachten die ze hield voor de Dietse Meisjes.